# Untergröningen
Untergröningen ist ein Ortsteil der Gemeinde Abtsgmünd im Ostalbkreis in Baden-Württemberg.

## Geschichte
Die erste schriftliche Erwähnung erfolgte in einer Urkunde aus dem Jahr 1102, mit der Herzog Friedrich I. von Schwaben das von ihm gegründete Kloster Lorch dem heiligen Stuhl übergab. Als Überbringer der Urkunde wird ein Adeliger namens Wito von Groningen genannt.
Die Burg Untergröningen war 1351 im Besitz von Johann von Rechberg und blieb im Besitz der Herren von Rechberg, bis sie im Jahr 1410 von Wilhelm von Rechberg an Schenk Friedrich von Limpurg verkauft wurde.
1564 ließ Schenk Christoph III. das Torhaus der Burg abbrechen und den südlichen Flügel des heutigen Schlosses bauen. Ost- und Nordflügel des Schlosses wurden zwischen 1606 und 1609 erbaut. Die Schlosskirche wurde 1609 als evangelische Gemeindekirche eingerichtet. Der Pfarrer von Obergröningen hielt die Gottesdienste abwechselnd in Ober- und Untergröningen. Das Schloss diente als Amtssitz für einen Vogt und als Jagdschloss. Der Ostflügel über der Schlosskirche war das Herrenhaus.
1635 starben an der Pest in Gröningen 103 Personen, im Jahr darauf nochmals 50. 1767 hatte Untergröningen 313 Einwohner.
Fürst Ludwig Carl Franz Leopold zu Hohenlohe-Waldenburg-Bartenstein gründete 1779 eine katholische Volksschule und – durch Ansiedelung katholischer Untertanen – die Kolonie. Nach seinem Tod ging die Herrschaft 1799 über an seinen Sohn Ludwig Aloys. Dieser tauschte 1804 die Herrschaft Gröningen ein gegen böhmische Besitzungen des österreichischen Fürsten und Reichsvizekanzlers Franz Gundaccar von Colloredo-Mansfeld. 1806 wurde die Herrschaft Untergröningen mediatisiert und damit Teil des von Napoleon I. neu geschaffenen Königreichs Württemberg. Untergröningen wurde dem Oberamt Gaildorf zugeordnet. Am 12. Januar 1827 verkaufte Rudolph von Colloredo-Mannsfeld Schloss und Herrschaft Gröningen an den Staat Württemberg.
Die Untergröninger bauten 1828 das Rathaus mit einer evangelischen Schule und 1838 eine steinerne Kocherbrücke. Vorher gab es eine überdachte Holzbrücke. Besonders in der Kolonie gab es arme Leute, die von der öffentlichen Fürsorge abhängig waren. Sie verdienten Geld in der Baumwollspinnerei und der Schachtelmacherei, andere als herumziehende Gewerbetreibende und Bettler. Wegen der früheren Fürstenresidenz gab es im Dorf vielerlei Handwerker: Bierbrauer, Gerber, Seifensieder, Uhrmacher, Seiler, Hutmacher, Konditoren, Drechsler und eine kleine Zündhölzchen-Fabrik. 1855 kam das verarmte Dorf unter Staatsaufsicht.
Seit 1858 hat Untergröningen eine eigene evangelische Pfarrei. 1862 wurde eine Realschule gegründet. Sie war zunächst im Schloss und wurde 1869 in das Rathaus verlegt.
Die katholische Kirchengemeinde kaufte 1892 von der evangelischen Kirchengemeinde in Laufen drei Heiligenfiguren aus der Heerbergskirche: Maria, Barbara und Katharina. Damit kam die Wallfahrt zur Mutter Gottes vom Heerberg beim heutigen Sulzbach-Laufener Teilort Laufen nach Untergröningen.
Am 1. August 1903 erfolgte die Einweihung der 18,5 km langen Oberen Kochertalbahn, einer Nebenstrecke von Untergröningen nach Gaildorf, wo Anschluss an die Bahnstrecke Waiblingen–Schwäbisch Hall-Hessental bestand.
1908 bauten die Untergröninger in der Wasenstraße ein neues Schulhaus und 1930 ein evangelisches Gemeindehauses neben der Kirche. Die beiden Konfessionsschulen wurden 1936 aufgelöst und durch die Deutsche Volksschule ersetzt. 1938 wurde Untergröningen dem Landkreis Gmünd zugeordnet. Im April 1945 führte der Todesmarsch von KZ-Häftlingen vom KZ Kochendorf zum KZ Dachau durch Untergröningen. Deutsche Soldaten sprengten die beiden Straßenbrücken über den Kocher und die amerikanische Armee zog kampflos ein.
1963 wurde ein neues, größeres, Schulhaus gebaut. Neues Bauland wurde erschlossen. Auch die Industrie fand Eingang. In der Gemeinde waren die Alobe-Strickwarenfabrik, eine Metallveredelungsfabrik, eine Blechwarenfabrik, ein Nummerierwerk, eine Kistenfabrik, zwei Hoch- und Tiefbauunternehmungen, ein Baugeschäft, ein Transportunternehmen, eine Brauerei, eine Obst- und Gemüsegroßhandlung ansässig.
Am 1. September 1971 wurde die bis dahin selbstständige Gemeinde Untergröningen mit Zustimmung der Einwohner zum Ortsteil von Abtsgmünd im Landkreis Aalen, der durch die Kreisreform 1973 im Ostalbkreis aufging.

## Sehenswürdigkeiten
- Schloss Untergröningen

## Verkehr
Untergröningen war bis zum 17. Oktober 2005 Endbahnhof der Oberen Kochertalbahn von Gaildorf nach Untergröningen.

## Vereine
- Die Ortsgruppe Untergröningen des Schwäbischen Albvereins wurde 1999 mit der Eichendorff-Plakette ausgezeichnet.[25]

## Persönlichkeiten

### In Untergröningen geboren
- Ferdinand Joseph Schliz (1778–1844), Jurist, württembergischer Oberamtmann
- Joseph Christian von Schliz (1781–1861), württembergischer Oberamtmann, Landtagsabgeordneter
- Wilhelm Johann Maier (1901–1977), Bürgermeister von Obereisesheim
- Gertrud Franck (1905–1996), Sachbuchautorin und Biogärtnerin